# Warren E. Miller
Warren Edward Miller (* 26. März 1924 in Hawarden, Iowa; † 30. Januar 1999 in Scottsdale, Arizona) war ein amerikanischer Politikwissenschaftler und Wahlforscher. Er fungierte von 1956 bis 1981 als Professor an der University of Michigan sowie von 1982 bis zu seinem Tod an der Arizona State University. 1960 veröffentlichte er gemeinsam mit anderen Autoren unter dem Titel „The American Voter“ eine Untersuchung des individuellen Wählerverhaltens bei politischen Wahlen in den USA, die als eines der wichtigsten Werke der Wahlforschung gilt.

## Leben
Warren Miller wurde 1924 in Hawarden, Iowa geboren. Nachdem er von 1943 bis 1946 Armeedienst in der United States Army Air Forces geleistet hatte, absolvierte er ein Studium an der University of Oregon, an der er 1948 seinen B.A.- und zwei Jahre später seinen Master-Abschluss erlangte. 1954 promovierte er an der Syracuse University. Seine Doktorarbeit basierte auf Untersuchungen, die er ab 1951 im Rahmen eines Projekts der Arbeitsgruppe von Angus Campbell am Survery Research Center der University of Michigan durchführte, und bildete die Grundlage für das 1954 veröffentlichte Werk „The Voter Decides“. Anschließend wurde er 1954 zunächst Assistant Professor für Politikwissenschaften an der University of California, Berkeley, bevor er 1956 als Assistant Professor an die University of Michigan zurückkehrte, an der er ab 1958 als Associate Professor, ab 1963 als Professor und ab 1981 als Arthur-W.-Bromage-Professor für Politikwissenschaften fungierte.
1960 veröffentlichte er gemeinsam mit Angus Campbell, Philip E. Converse und Donald E. Stokes das Werk „The American Voter“, das auf einer Analyse des individuellen Stimmverhaltens von Wählern bei Präsidentschafts- und Kongresswahlen in den Vereinigten Staaten beruhte und bis in die Gegenwart als eines der einflussreichsten Werke der Wahlforschung angesehen wird. An der University of Michigan gründete er 1962 das Inter-University Consortium for Political and Social Research (ICPSR), als dessen Direktor er bis 1970 fungierte. Im gleichen Jahr übernahm er die Leitung des Center for Political Studies, dem neben dem ICPSR auch die von Miller 1977 mitbegründeten American National Election Studies und andere Projekte angehörten. 1977 wurde er zudem zum Mitglied der American Academy of Arts and Sciences gewählt. In den Jahren 1979/1980 fungierte er als Präsident sowohl der American Political Science Association als auch der Social Science History Association. 1982 wechselte er an die Arizona State University, an der er bis zu seinem Tod als Professor tätig war.
Warren Miller starb 1999 an den Folgen einer langjährigen Diabeteserkrankung. Er war zum Zeitpunkt seines Todes in zweiter Ehe verheiratet sowie Vater eines Sohns und einer Tochter. An der University of Michigan trägt ihm zum Gedenken ein politikwissenschaftlicher Lehrstuhl seinen Namen. Die American Political Science Association verleiht darüber hinaus ein nach ihm benanntes Stipendium im Bereich der Wahlforschung, das ICPSR vergibt seit 1993 den Warren E. Miller Award für Verdienste in den Gesellschaftswissenschaften.

## Werke (Auswahl)
- The Voter Decides. Evanston 1954
- The American Voter. New York 1960
- Elections and the Political Order. New York 1966
- Leadership and Change: Presidential Elections from 1952–1976. Cambridge MA 1976
- Parties in Transition: A Longitudinal Study of Party Elites and Party Supporters. New York 1987
- The New American Voter. Cambridge MA 1996